# Laurentius Ramée

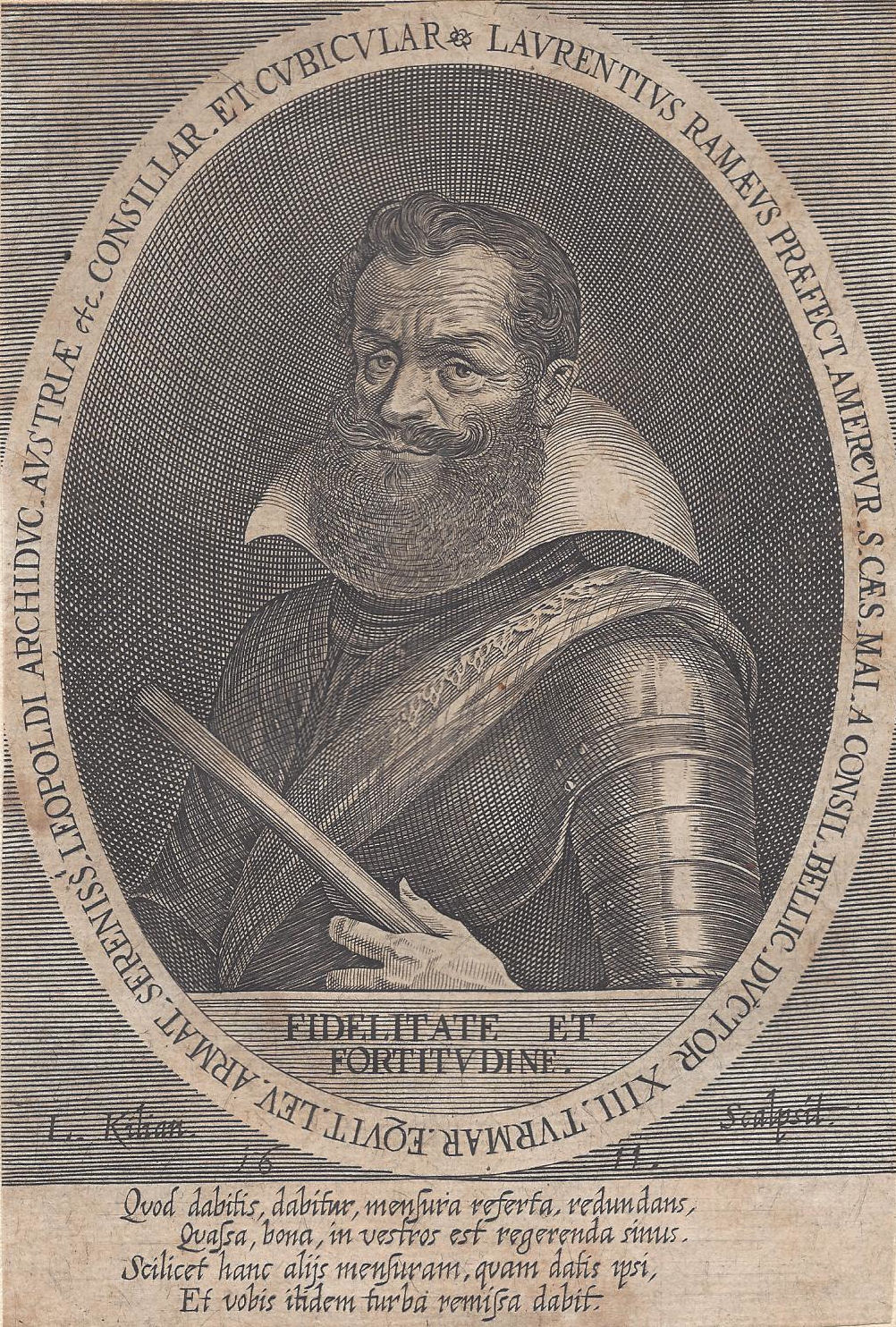
Laurentius Ramée als Generalobrist, Stich von Lucas Kilian (1611)

Laurentius Ramée (auch Laurentius Ramaeus; Laurent Delle Ramée, Laurent La Ramée oder Laurent Ramey genannt) (* um 1560 in Lüttich; † 23. April 1613 in der Burg Hohbarr bei Zabern) war ein erzherzoglich-österreichischer Generalobrist und Söldnerführer des Passauer Kriegsvolks.

## Leben und Wirken
Laurentius Ramée stammte aus den spanischen Niederlanden und soll wallonischer Herkunft gewesen sein. Bereits in früher Jugend schlug er eine militärische Laufbahn ein. Urkundlich wurde er erstmals 1602 bei der Bestallung zum Hauptmann über 100 Dragoner im kaiserlichen Dienst erwähnt. 1605 wurde er zum Oberst befördert. Nach einem Einsatz im Jülich-Klevischen Erbfolgestreit ab 1609 wurde Ramée durch seinen Herrn Leopold V., damals auch Bischof von Straßburg, 1610 zum Oberbefehlshaber im Hochstift Straßburg ernannt.
Um 1600 kam es zum Bruderzwist zwischen Kaiser Rudolf II. und Matthias. Kaiser Rudolf musste zwar im Frieden von Lieben auf den Großteil seiner Würden und Besitzungen verzichten, das hielt ihn aber nicht davon ab, seinen Lieblingsneffen Leopold V., der zudem Fürstbischof von Passau war, 1610 damit zu beauftragen, ein Söldnerheer gegen Matthias aufzustellen. Der zweifache Bischof kam dieser Bitte nach und hatte Ende März 1610 2000 Reiter, zumeist Wallonen und Franzosen, sowie 6000 Mann Fußvolk in Passau unter Befehl des Grafen Althann und seines Straßburger Generalobristen Laurentius Ramée angeworben. Die Stadt Passau war allerdings nicht in der Lage, eine so große Menge an Kriegsvolk zu verköstigen; hinzu kam eine Seuche, welche mehreren hundert Soldaten das Leben kostete. Als auch die Soldzahlungen nicht mehr geleistet wurden, setzten sich Leopold V . und der Graf Althann ab.
Das Kommando übernahm daraufhin Laurentius Ramée. Er brach am 21. Dezember 1610 mit seinem Söldnerheer, dem Passauer Kriegsvolk, bestehend aus 9000 Fußknechten, 4000 Reitern und 2000 Personen im Tross (Frauen und Kinder) in Richtung Oberösterreich auf. Nachdem sie den ganzen Hausruck und das Stift Lambach geplündert hatten, standen sie am Heiligen Abend vor Wels. Von dort wollten sie über das Kremstal in die Steiermark einbrechen. Sie wurden allerdings in der Enge von Klaus von einem Landesaufgebot von Bauern unter der Führung von Ludwig und Christoph Storch am 30. Dezember zurückgeschlagen. Daraufhin wandte sich Ramée nach Norden und konnte am 10. Januar 1611 die Stadt Linz einschließen. Die Stadt war trotz längerer Bemühungen nicht verteidigungsbereit. Deshalb zog eine Abordnung der Bürger und der Stände dem Obristen entgegen und luden ihn ein, im Edelsitz Lustenfelden Quartier zu nehmen. Die Truppen wurden in den umliegenden Dörfern untergebracht und von Linz aus versorgt. Überraschend konnte Ramée zum Weiterziehen nach Böhmen überredet werden, wobei vermutlich eine größere Summe Geldes verhinderte, dass seine Truppen in Linz einmarschierten. Beim Abzug hatte sich dann noch ein Hindernis eingestellt: Drei Joche der hölzernen Brücke über die Donau waren durch einen Eisstoß eingestürzt und die Fährmänner weigerten sich anfangs, den Tross bei Hochwasser überzusetzen. Da die Gegend um Linz aber schon ausgeplündert war, konnte letztendlich erreicht werden, dass am 13. und 14. Januar die Überfahrten vorgenommen wurden und das Heer über das Mühlviertel weiter nach Böhmen ziehen konnte.
Auf seinem Weg hauste das Passauer Kriegsvolk äußerst grausam in dem durch eine List eroberten Budweis. Seine Soldaten verkleideten sich als kaiserliche Kommissare und als ihnen die Stadtwache das Tor öffnete, fielen sie in die Stadt ein. Von dort zog Ramée mit seiner Truppe nach Prag weiter, wobei er vorgab, zur Hilfe von Kaiser Rudolf gekommen zu sein; allerdings verteidigten sich die Prager Bürger, da sie um ihre Freiheiten fürchteten. Das Passauer Kriegsvolk drang dennoch in die Stadt ein und verheerte die Prager Kleinseite. Es zog sich aber zurück, als König Matthias auf Bitten der Prager Bevölkerung anmarschierte. Dieser konnte zusammen mit den böhmischen Ständen am 11. März 1611 Prag besetzen und Ramée vertreiben.
Ramée zog sich nach Budweis zurück und verschanzte sich dort mit seiner Truppe. Hier führte er gegen neun seiner Offiziere, die er zu einem Abendmahl ins Budweiser Rathaus eingeladen hatte, ein Standgericht durch. Sie wurden nacheinander ins Zimmer des Obersten gerufen und des Hochverrats bezichtigt. Angeblich hätten sie bei der Belagerung der Prager Kleinseite gemeinsame Sache mit den böhmischen Ständen und dem Grafen Heinrich Matthias von Thurn gemacht. In einem Nebenzimmer wartete der Nachrichter, der alle bis auf einen, der sich heftig gewehrt hatte, enthauptete. Die Blutflecken im Rathaus von Budweis sollen noch 1659 sichtbar gewesen sein. Die Leichname ließ Ramée mit einer angehefteten Beschreibung des Vergehens auf dem Budweiser Stadtplatz zur Schau stellen. Die Exekution soll mit Wissen und Zustimmung Leopolds V. erfolgt sein. Ramée selbst entfloh mit der gesamten Kriegsbeute über den Goldenen Steig und über Passau in das Hochstift Straßburg. Nachdem sich Leopold V. Matthias unterworfen hatte, wurde das Passauer Kriegsvolk aufgelöst. Matthias hatte Ramées Tätigkeit in Böhmen nicht vergessen und forderte ihn auf, in Wien den Treueeid zu leisten. Ramée, der bei seinen Kindern in Lüttich weilte, kam dieser Aufforderung nicht nach. Noch 1611 vertrat Ramée Leopold V. in einer diplomatischen Mission in München. Bei dieser Gelegenheit entstand das Kupferstichporträt Ramées im Kürass von Lucas Kilian. Im Mai 1612 wurde Ramée von Leopold V. zum Gouverneur (Gubernator) des Hochstifts Straßburg ernannt. Im Juni 1612 wurde er zusätzlich Amtmann von Benfeld.
Der nichtsahnende Gubernator wurde Mitte April 1613 in Benfeld nächtlich von einer Reiterschar verhaftet und nach der Festung des Hochstiftes Straßburg, der Burg Hohbarr, verbracht. Dort wurde ihm mitgeteilt, er sei von einem improvisierten Geheimgericht wegen Hochverrates zum Tode verurteilt worden. Nach Johann Peter Crescentius warf man ihm vor, er habe im Bund mit dem Markgrafen von Baden und weiterer Protestanten elsässische Städte an sich zu bringen versucht. Am 23. April 1613 wurde Ramée in der Burg Hohbarr enthauptet.
Das sogenannte Passauer Kriegsvolk stand wegen seiner Plünderungen und grausamen Verwüstungen in Böhmen und Österreich in schlechtestem Ruf. Das Kriegsvolk glaubte sich durch das Verschlucken eines verzauberten Zettels für einige Stunden gegen Hieb, Stich und Schuss gefeit. „Teufel hilf mir, Leib und Seele geb‘ ich dir“, soll auf diesen Zetteln geschrieben gestanden haben. Wer allerdings eines anderen Todes starb, dessen Seele, so glaubte man, war rettungslos dem Teufel verfallen.